# Uperoleia orientalis
Uperoleia orientalis é uma espécie de anfíbio da família Myobatrachidae.
É endémica da Austrália.
Os seus habitats naturais são: pântanos subtropicais ou tropicais e swamps.